# درک بیلی
درِک بِیلی (انگلیسی: Derek Bailey؛ ۲۹ ژانویهٔ ۱۹۳۰ – ۲۵ دسامبر ۲۰۰۵) گیتارنواز آوانگارد اهل انگلستان بود. او از پیشگامان جنبش بداهه‌نوازی آزاد به‌شمار می‌رود.